# とけい座R星
とけい座R星は、とけい座の方向に地球から約685光年の位置にある赤色巨星である。
脈動変光星で、変光周期は407.6日と長く、とても規則的で、光度が最大の時と最小の時では7等級以上明るさが変化するので、ミラ型変光星に分類される。最大光度の時の明るさは周期によって異なり、変光の幅は最大で4.7等級から14.3等級となっている。スペクトル型は輝線星であることを示し、スペクトル中でマグネシウム原子や水素原子のバルマー線が輝線として見える。